# مبدل‌های عکاسی
در دوربین‌های غیر SLR، نمی‌توان لنز را عوض کرد و در نتیجه، بزرگنمایی لنز محدود به بزرگنمایی اولیهٔ دوربین عکاسی خواهد بود. در دوربین‌های SLR امکان تعویض لنز وجود دارد ولی هزینهٔ آن زیاد است. روش دیگر این است که برای تغییر محدودهٔ بزرگنمایی و فاصله کانونی از مبدل استفاده کرد؛ مبدل‌ها انواع مختلف و کارکردهای گوناگونی دارند.

## مبدل‌های تله

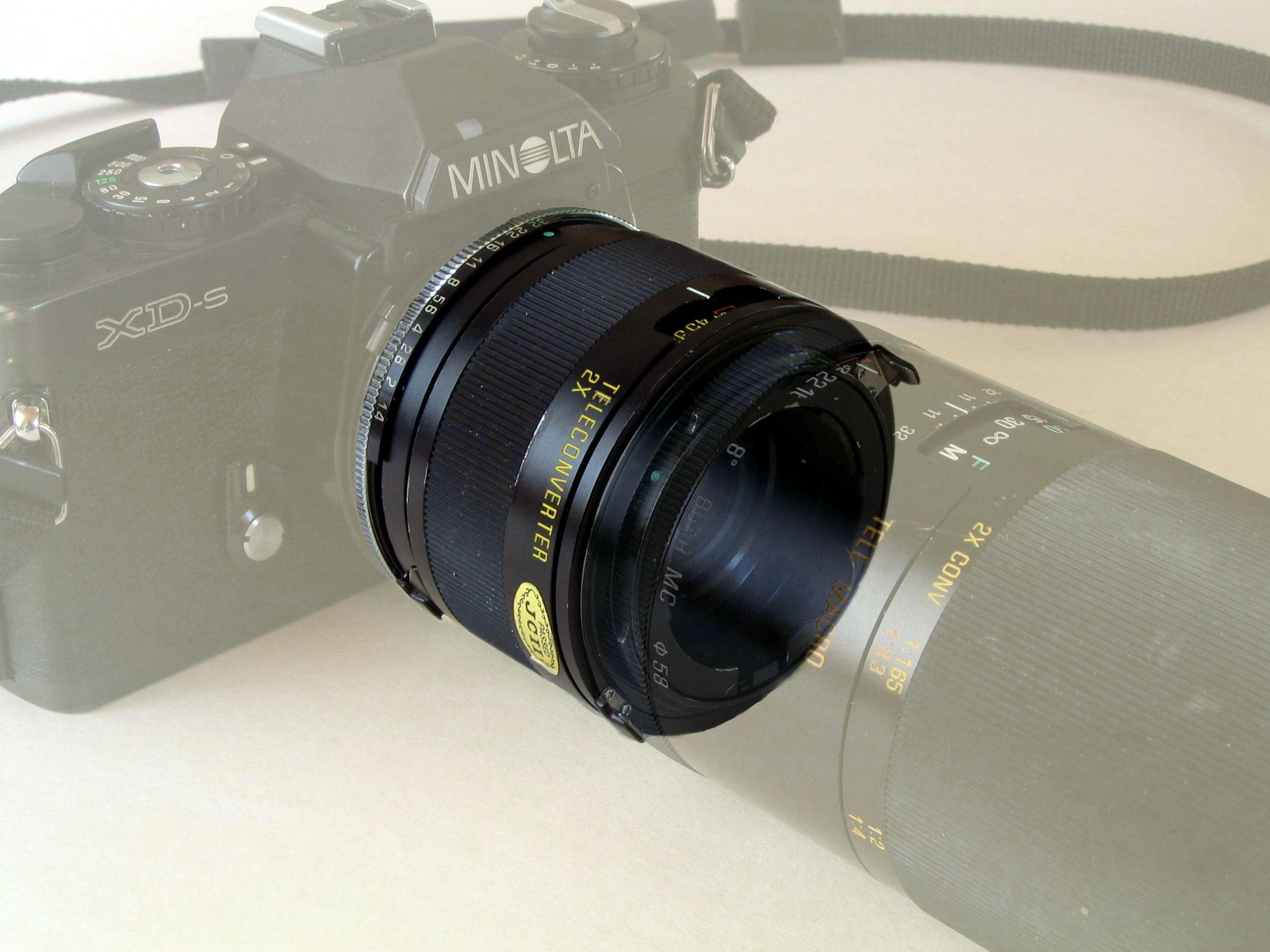
یک مبدل تله دوربین ۳۵ میلیمتری

مبدل تله، ابزاری است نورشناختی، که مابین لنز و بدنهٔ دوربین عکاسی قرار گرفته و باعث افزایش فاصله کانونی لنز می‌شود.
مبدل‌های تله، تقریباً برای تمامی دوربین‌ها وجود دارند. این نوع مبدل هم برای دوربین‌های با قابلیت تعویض  لنز وجود دارد و هم مخصوص دوربین‌هایی که لنز آن‌ها از بدنه دوربین جدا نمی‌شود، طراحی و ساخته شده‌اند که در این مورد، مبدل به جلوی لنز بسته می‌شود.

## حلقه گسترش فاصله کانونی

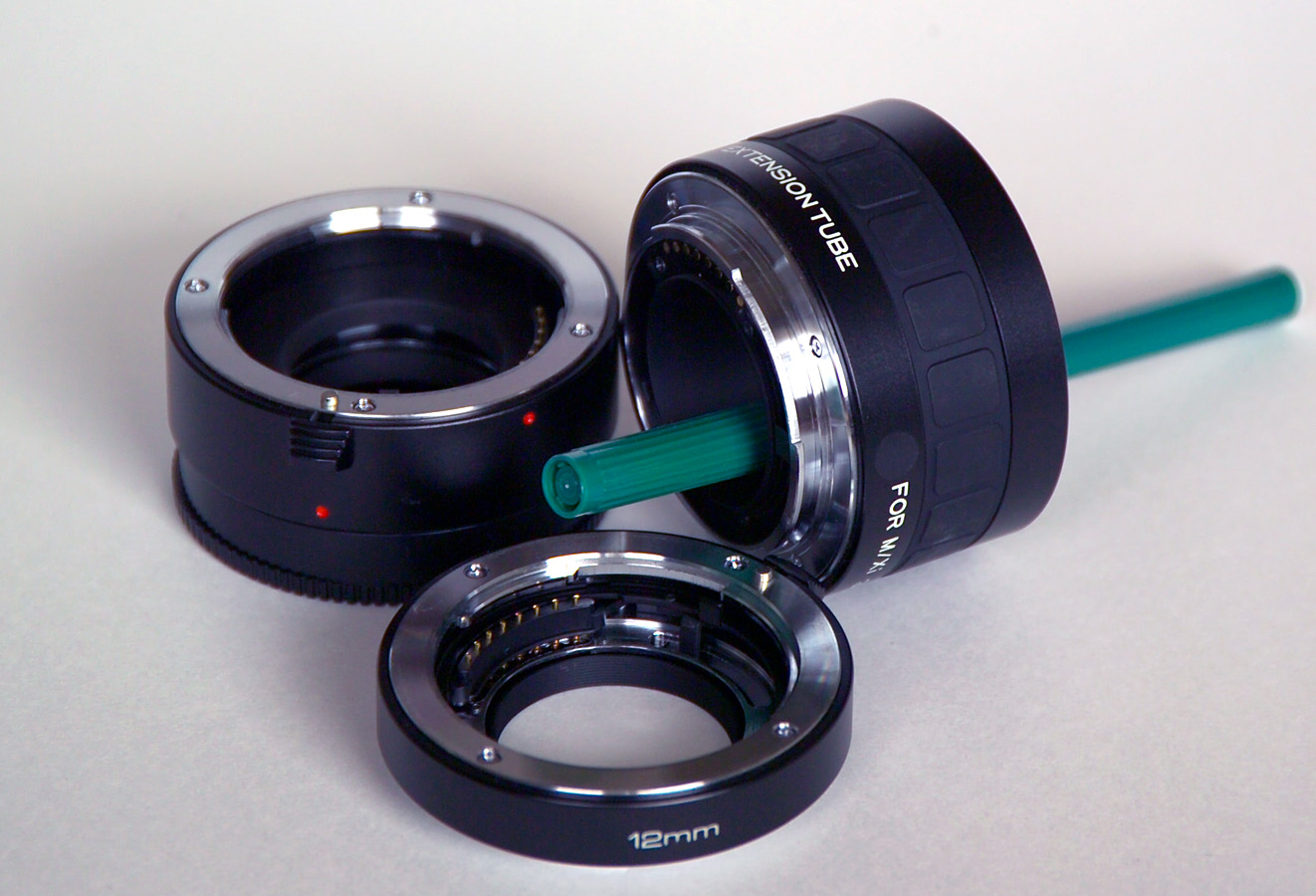
یک سری حلقه‌ گسترش فاصله کانونی

حلقه‌ گسترش فاصله کانونی لوله‌ای است که به‌منظور عکاسی ماکرو مابین لنز و دوربین قرار می‌گیرد. معمولاً این وسیله در سه اندازه و به صورت پکیج ارائه می‌شود. این لوله‌ها حاوی هیچ نوع عنصر نور شناختنی (عدسی) نیستند. تنها کار این حلقه‌ها ایجاد فاصله بین فیلم و لنز است. با استفاده از این حلقه‌ها، زمان نوردهی طولانی‌تر خواهد شد و عکسبرداری از سوژه‌های متحرک بخاطر نوردهی طولانی و خروج سوژه از عمق میدان وضوح که در این حالت به شدت کاهش می‌یابد، مشکل است.

## عدسی‌های درشت‌نما
‍‍‌

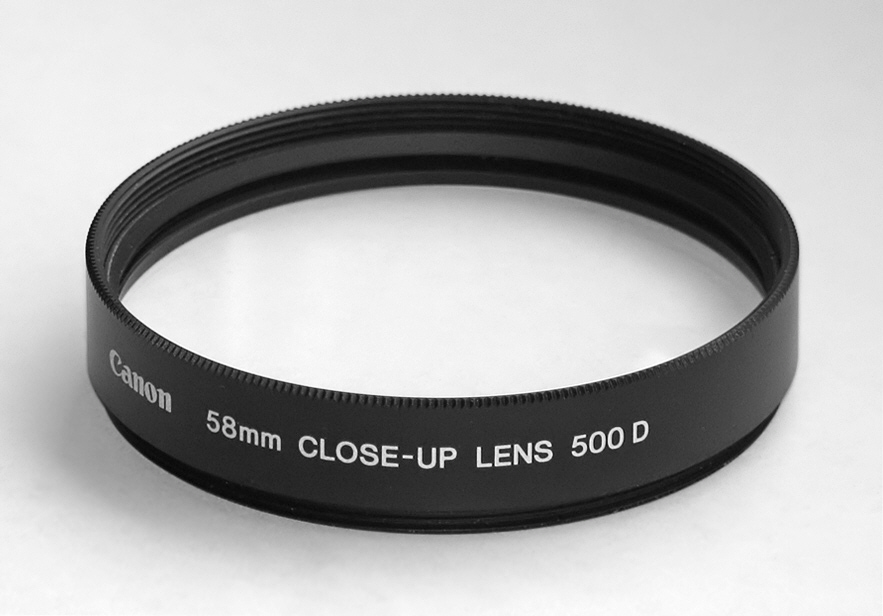
یک عدسی درشت نما

عدسی درشت‌نما، یک لنز سادهٔ ثانویه‌است که عکاسی ماکرو را، بدون نیاز به لنز ماکرو، ممکن می‌سازد. در هنگام استفاده از آن‌ها، عمق میدان کاهش می‌یابد.
فیلترهای کلوزآپ، نمونه‌های مدرنی از این نوع مبدل‌ها هستند که آن‌ها را با شماره‌های ۱ تا ۴ مشخص می‌کنند که هر شماره برای فاصلهٔ معینی بکار می‌رود:
شمارهٔ ۱ برای عکاسی در فاصلهٔ ۵۰ تا ۱۰۰ سانتی متر، 
 شمارهٔ ۲ برای فاصلهٔ ۳۳٫۵ تا ۵۰ سانتی متر،
 شمارهٔ ۳ برای فاصلهٔ ۲۵ تا ۳۳٫۵ سانتی متر 
 شمارهٔ ۴ جهت عکاسی در فاصلهٔ ۱۹ تا ۲۵ سانتی متر بکار می‌روند.

## منبع
- خرمی‌راد، نادر (۱۳۸۸). راهنمای عکاسی دیجیتال. تهران: کانون نشر علوم. شابک ۹۷۸-۹۶۴-۳۲۷-۰۶۸-۱.